# Lyserød trekant
Den lyserøde trekant har været et symbol for forskellige LGBTQ-identiteter, oprindeligt som et skamsmærke, men senere approprieret som et positivt symbol.
I Nazityskland i 1930'erne og 1940'erne begyndte den lyserøde trekant som et af nazisternes mærker i koncentrationslejrene, som skulle markere de fanger, som autoriteterne havde identificeret som homoseksuelle mænd. I 1970'erne blev symbolet genoplivet og approprieret som et symbol mod homofobi, og er siden også blevet adopteret af det større LGBTQ-samfund som et populært symbol på LGBTQ-bevægelsen.

## Historie

### Nazistisk fangeidentifikation
I de nazistiske koncentrationslejre skulle hver fange bære et trekantet eller takket mærke på deres bryst, hvor mærkets farve indikerer grunden til deres fangenskab. I begyndelsen blev homoseksuelle mænd identificeret på forskellige måder, enten med en grøn (kriminalitet) eller en rød (politisk fanger) trekant, nummeret 175 (en reference til paragraf 175, sektionen i den tyske straffelov der kriminaliserede homoseksuel aktivitet) eller bogstevet A (som stod for Arschficker, direkte "røvknepper").
Senere blev brugen af den lyserøde trekant brugt som identifikation af homoseksuelle fanger, som også inkluderede biseksuelle mænd og transkønnede kvinder (lesbiske og biseksuelle kvinder og transkønnede mænd blev ikke systematisk fængslet; dem, der blev fængslet, blev klassificeret som "asociale" og bar en sort trekant). Den lyserøde trekant blev også brugt om andre seksuelle afvigere, herunder zoofile og pædofile samt sexforbrydere. Hvis en fange også blev identificeret som jødisk, blev den lyserøde trekant sat oven på en gul trekant, der vendte den modsatte vej for at forestille Davidsstjernen, der med gult identificerede andre jøder. Fanger bærende en lyserød trekant blev behandlet hårdere af deres medfanger.

Efter koncentrationslejrenes befrielse mod slutningen af 2. Verdenskrig, blev nogen af fangerne gen-fængslet for homoseksualitet af den nye Allierede-etablerede republik, fordi nazisttidens love mod homoseksualitet ikke blev afskaffet før 1969. En åbent homoseksuel mand ved navn Heinz Dörmer, for eksempel, blev indsat i en nazistisk koncentrationslejr og derefter i fængsel i den nye republik. Nazisternes ændringer af paragraf 175 i den tyske straffelov ændrede homoseksualitet fra en mindre forseelse til en alvorligere forbrydelse, som forblev i kraft indtil 1968 i Østtyskland og indtil 1969 i Vesttyskland. Vesttyskland fortsatte med at fængsle de personer identificeret som homoseksuelle frem til 1994 under en lovændring af paragraffen, der stadig gjorde seksuelle relationer mellem mænd op til 21—samt homoseksuel prostitution—ulovligt. Mens mange, men ikke alle, søgsmål for økonomisk kompensation har fejlet, udsendte den tyske regering i 2002 en officiel undskyldning til homoseksuelle mænd, som blev forfulgt under krigen.
Rudolf Brazda, en af de sidste kendte homoseksuelle overlevere af en koncentrationslejr, døde den 3. august 2011, 98 år gammel.

### Symbol for homoseksuelles rettigheder
i 1970'erne begyndte de nye forkæmpere for homoseksuelles rettigheder i Australien, Europa og Nordamerika at bruge den lyserøde trekant for at bringe opmærksomhed på dens brug under Nazityskland. Heinz Hegers memoir Die männer mit dem rosa Winkel (dansk: Mændene med den lyserøde trekant) fra 1972 bragte symbolet yderligere ind i offentlighedens opmærksomhed. Som svar på memoiret, anbefalede den tyske homoseksuelle forkæmpergruppe Homosexuelle Aktion Westberlin i 1973 homoseksuelle mænd at bære den lyserøde trekant som et minde til ofrene og for at protestere over fortsat diskrimination. I filmen The Rocky Horror Picture Show fra 1975 bærer karakteren Dr. Frank N. Furter—en biseksuel transvestit—en lyserød trekant på et af sine outfits. I 1976 lavede Peter Recht, Detlef Stoffel og Christiane Schmerl den tyske dokumentar Rosa Winkel? Das ist dock schon lange vorbei... (dansk: Lyserød trekant? Det var så længe siden...). Udgivelser som San Franciscos Gay Sunshine og Torontos The Body Politic promoverede også den lyserøde trekant som et mindesmærke for dem, der var blevet forfulgt.
I 1980'erne blev den lyserøde trekant i stigende grad ikke kun brugt som et mindesmærke, men også som et positivt symbol for selv- og fællesskabsidentitet. Det repræsenterede almindeligvis homoseksuel identitet for både bøsser og lesbiske, og det blev inkorporeret i logoer af organisationer og virksomheder. Det blev også brugt af individer, nogle gange diskret eller tvetydigt som en "insider"-kode ukendt for den brede offentlighed. Logoet for den anden March on Washington for Lesbian and Gay Rights i 1987 var en silhuet af United States Capitol på en lyserød trekant.
Den lyserøde trekant, nu omvendt, blev brugt sammen med teksten "SILENCE = DEATH" på logoet for gruppen AIDS Coalition To Unleash Power (ACT UP), som blev grundlagt af seks homoseksuelle aktivister i New York City i 1987 og ønskede at skabe opmærksomhed på sygdommens disproportionale udbredelse hos homoseksuelle og biseksuelle mænd, og den "folkemorderiske" homofobi i at sænke farten på den medicinske forskning. Andre bruger også trekanten med den retning som en specifik ændring i forhold til nazisternes brug af trekanten.
I 1990'erne blev en lyserød trekant inde i en grøn cirkel bredt anvendt som et symbol der identificerede "safe spaces" for LGBTQ-personer på arbejdspladser og skoler.
Brugen af den lyserøde trekant er dog ikke kommet uden kritik; i 1993 mente historiker Klaus Müller at: "den lyserøde trekant fra koncentrationslejrene blev et international symbol på homoseksuelle mænd og kvinders stolthed, fordi så få af os er hjemsøgt af konkrete minder om dem, der blev tvunget til at bære dem."

## Mindesmærker
Den lyserøde trekant er blevet inkluderet i flere monumenter og mindesmærker. I 1980 valgte en jury et lyserødt trekantet design for Amsterdams Homomonument, der mindes homoseksuelle mænd der blev dræbt under Holocaust (og ofre for homofobisk vold generelt). I 1995, efter et årtis kampagne for, blev der installeret en lyserød trekantet platte ved Dachaus Mindesmuseum for at mindes de homoseksuelle mænd og kvinders lidelser. I 2015 blev en lyserød trekant inkorporeret i Chicagos Legacy Walk. Symbolet er også base for Gay and Lesbian Holocaust Memorial i Sydney. I 2001 inspirerede symbolet både San Fanciscos Pink Triangle Park i Castro-distriktet og den fire kvadratkilometer store Pink Triangle på Twin Peaks, der er udstillet hvert år under Pride-weekenden.
Den lyserøde trekant danner også grundlag for mindesmærker i Barcelona, Sitges og Montevideo, og den indgår som element i LGBTQ-monumentet Pink Dolphin Monument i Galveston, Texas, USA.
Indtil 1985 var der et uofficielt forbud mod at lægge lyserøde, trekantede kranse ved krismindesmærket the Cenotaph i London, og sådanne mindekranse blev fjernet så snart de blev opdaget.